# Яйце дракона
«Яйце дракона» — дебютний роман Роберта Л. Форварда 1980 року, написаний у жанрі жорсткої наукової фантастики. За сюжетом Яйце дракона — це назва нейтронної зорі, гравітація на поверхні якої в 67 мільярдів разів перевищує гравітацію на поверхні Землі. Її населяють чіла — розумні істоти розміром з кунжутне насіння, які живуть, думають і розвиваються в мільйон разів швидше, ніж люди. Більша частина роману відбувається з травня по червень 2050 року і описує розвиток цивілізації чіла, починаючи з відкриття сільського господарства до винайдення передових технологій і першого контакту цих істот з людьми, які спостерігають за гіпершвидкою еволюцією цивілізації чіла з орбіти навколо Яйця дракона.
Роман вважають знаковим для наукової фантастики. Як це і властиво цьому жанрові, автор «Яйце дракона» намагається поєднати незнайомі ідеї та уявні сцени, водночас віддаючи належну увагу відомим науковим принципам.

## Короткий опис сюжету

### Нейтронна зірка
Півмільйона років тому на відстані 50 світлових років від Землі, зоря в сузір'ї Дракона вибухає надновою, а її залишок перетворюється на нейтронну зорю. Випромінення від вибуху викликає мутації в багатьох земних організмах, зокрема, групи гомінінів, які стають предками людини розумної. Короткоживучі струмені плазми зорі мають однобоку форму через аномалії в магнітному полі, і рухаються траєкторією, яка проходить за 250 астрономічних одиниць від Сонця. 2020 року н. е. людські астрономи виявляють нейтронну зорю, назвавши її Яйце дракона, а 2050 року надсилають до неї наукову експедицію.
Маса зорі становить близько половини сонячної, а її речовина стиснута в діаметрі до близько 20 км, що робить гравітацію на її поверхні в 67 мільярдів разів більшою, ніж на поверхні Землі. Її кора, стиснута до густини близько 7000 кг на кубічний сантиметр, складається здебільшого із ядер атомів заліза з високою концентрацією нейтронів і покрита речовиною білого карлика завтовшки близько 1 мм. Атмосфера зорі простягається на висоту близько 5 см і складається переважно з випарів заліза. У процесі охолодження зоря трохи стискається, що призводить до виникнення в її корі тріщин і утворення гір заввишки від 5 до 100 мм. Великі вулкани з рідкого матеріалу, який просочується з глибоких тріщин, можуть бути багато сантиметрів заввишки і діаметром сто метрів, і зрештою руйнуються, чим спричиняють зоретруси.
Близько 3000 року до н. е. Яйце дракона вже достатньо холодне, щоб забезпечити стійкий еквівалент «хімії», в якій «сполуки» побудовані з ядер, пов'язаних сильною взаємодією, а не з атомів, пов'язаних електромагнітними силами, як це відбувається на Землі. Оскільки хімічні процеси на зорі відбуваються приблизно в 1 мільйон разів швидше, ніж на Землі, то зовсім невдовзі утворюються самовідтворювані «молекули» і зароджується життя. У процесі охолодження зорі виникають все складніші форми життя, поки близько 1000 року до н. е. не утворюються рослиноподібні організми. Один із їхніх родів пізніше стає першою «твариною», а деякі наступні роди стають хижаками.
Дорослі особини найрозумнішого виду життя на зорі, які мають назву чіла (не відмінюється за родом або числом), мають приблизно таку ж масу, як і доросла людина. Проте, колосальна сила тяжіння на поверхні Яйця дракона стискає їх до розміру кунжутного насіння, але сплощеної форми близько 0,5 мм заввишки і близько 5 мм в діаметрі. Мають очі завширшки 0,1 мм. Такі крихітні очі можуть ясно бачити лише в ультрафіолетовому діапазоні, а за хорошого освітлення — в найдовшій частині рентгенівського діапазону.

### Розвиток цивілізації
| Час                                          | Подія                                                            |
| -------------------------------------------- | ---------------------------------------------------------------- |
| 3000 років до н. е.                          | Виникає життя                                                    |
| 1000 р. до н. е.                             | «Рослини»                                                        |
| Тварини                                      |                                                                  |
| 2032                                         | Перша зброя                                                      |
| 22 травня 2050, 14:44:01                     | Винахід сільського господарства                                  |
| 22 травня 2050, 14:44:01                     | З'являється вулкан                                               |
| 22 травня 2050, 14:44:01                     | Клан винаходить нові методи годування                            |
| 22 травня 2050, 16:45:24                     | Вулкан змушує клан шукати нову територію                         |
| 22 травня 2050, 16:45:24                     | Винайдення математики                                            |
| 22 травня 2050, 16:45:24                     | Самопожертва старійшини рятує клан                               |
| Організована релігія серед чіла              |                                                                  |
| 14 червня 2050, 22:12:30                     | Чіла винаходять письмо                                           |
| 20 червня 2050, 06:48:48                     | Чіла будують релігійні арени                                     |
| 20 червня 2050, 06:48:48                     | Люди відправляють перше повідомлення на адресу чіла              |
| Чіла розпізнають «цифрове» зображення людини |                                                                  |
| 20 червня 2050, 07:58:24                     | Перша успішна передача повідомлення від чіла до людей            |
| 20 червня 2050, 11:16:03                     | Чіла зрозуміли, що обидві раси виникли внаслідок вибуху наднової |
| 20 червня 2050, 20:29:59                     | Перші експерименти чіла з управління гравітацією                 |
| 20 червня 2050, 22:30:10                     | Експедиція чіла на людський космічний корабель                   |
| 21 червня 2050, 06:13:54                     | Останній зв'язок між чіла і людьми                               |

2032 року, в процесі подолання небезпечного хижака, чіла винаходять першу зброю і тактику. У листопаді 2049 року перша людська експедиція на Яйце дракона розпочинається з будівництва орбітальних об'єктів. Решта оповіді, зокрема майже вся історія цивілізації чіла, охоплює період з 22 травня по 21 червня 2050 року. За людськими мірками, «день» на Яйці дракона триває приблизно 0,2 секунди, а типове життя чіла — близько 40 хвилин.
Один клан організовує перше сільське господарство, яке прогнозовано забезпечує чіла продовольством, але монотонна праця викликає невдоволення. Невдовзі в тій місцевості відбувається виверження вулкану і клан винаходить перші сани, щоб доставляти їжу з більш віддалених джерел. Однак, упродовж кількох поколінь вулкан забруднює ґрунт. Один клан веде своє населення в довгий, важкий шлях до нової місцевості, яка має родючі і незаселені землі. Хоча один геній винаходить математику, щоб розрахувати і виміряти необхідну для цієї групи чіла кількість продуктів харчування, але становище залишається відчайдушним і виживання клану залежить від самопожертви його найстарших членів.
Упродовж поколінь чіла починають поклонятися людському космічному кораблеві як Богові, а облік руху його супутників дозволяє їм розвинути писемність. Кілька поколінь по тому вони будують арену, яка б вмістила тисячі вірян. Люди з корабля помічають цей новий об'єкт дуже правильної форми і приходять до висновку, що зорю населяють розумні істоти. Люди з корабля за допомогою лазера відправляють прості повідомлення. Астрономи чіла поступово розуміють, що в цих повідомленнях зашифровані креслення кораблів, його супутників, а також зовнішній вигляд його команди — неймовірних хребетних істот, що спілкуються з дратівливою повільністю, довжина тіла яких, напевно, становить близько 10 % відсотків культової арени. Інженерка чіла пропонує відправляти людям повідомлення. Коли її спроби передавати такі повідомлення з території, де живе цивілізація, виявляються невдалими, вона вирушає в гори, щоб передати повідомлення безпосередньо під космічним кораблем, долаючи страх висоти, який є інстинктивним для пласких істот, що живуть в умовах гравітації, яка в 67 мільярдів разів перевищує земну. Люди розпізнають її повідомлення і розуміють, що чіла живуть у мільйон разів швидше, ніж вони самі.
Оскільки спілкування в режимі реального часу неможливе, то люди надсилають розділи експедиційної бібліотеки. Після прочитання статей з астрономії, чіла починають розуміти, що вибух наднової півмільйона людських років тому спричинив появу обох їхніх цивілізацій. Від моменту цього відкриття проходить кілька людських годин, але багато поколінь чіла, перш ніж вони розробляють технологію для керування гравітацією. Кілька поколінь по тому космічний корабель чіла відвідує людський. Хоча чіла все ще потребують екстремальних гравітаційних полів, щоб вижити, але вони вже можуть управляти ними з точністю, достатньою для того, щоб обидві раси могли безпечно обличчям до обличчя зустрітися одна з одною. Чіла вирішують, що передача своїх, тепер вже далеко просунутих, технологій людям, могла би сповільнити розвиток людства, але залишають кілька натяків у проблемних місцях, перед тим як полишити людей.

## Введення сюжету
У Яйці дракона Форвард описує історію і розвиток форми життя (чіла), яка виникає на поверхні нейтронної зорі (дуже щільної сколапсованої зорі діаметром близько 20 км). Назву «Яйце дракона» для цієї зорі дали тому, що з Землі її можна побачити біля хвоста сузір'я Дракона. У чіла розвиваються свідомість та інтелект, попри їх відносно невеликий розмір (одна особина має приблизно розмір кунжутного насіння, але масу людини), а також попри інтенсивне гравітаційне поле, що обмежує їх рух у третьому вимірі. Більша частина книги розповідає про біологічний і соціальний розвиток чіла; підсюжет — це прибуття космічного корабля на орбіту нейтронної зірки і зрештою контакт між людьми і чіла. Головна проблема цього контакту полягає в тому, що чіла живуть у мільйон разів швидше, ніж люди; один їхній рік дорівнює близько 30 людським секундам.
Люди прибувають в околиці зорі, коли чіла є диким, відсталим видом, ворожі клани борються один з одним в натуральному суспільстві. Упродовж декількох людських днів, які для чіла тривають кілька тисяч років, вони перевершують людей за технологією і поблажливо називають їх «повільними».
Форвард написав сиквел до Яйця дракона під назвою Зоретрус, у якій ідеться про наслідки здатності чіла до космічних подорожей і про сейсмічне збурення, яке вбиває більшість цих істот на поверхні нейтронної зорі.

## Історія написання
За словами Роберта Л. форварда, на створення книги його надихнув астроном Френк Дрейк, який 1973 року висунув гіпотезу, що на поверхні нейтронної зорі може існувати розумне життя. Фізичні моделі 1973 року передбачали, що дрейкові істоти матимуть мікроскопічні розміри. До того часу, коли Форвард вже працював над книгою, нові моделі показували, що чіла будуть завбільшки як насіння кунжуту. Згодом Форвард знайшов написаний раніше лист, в якому обговорював ідею високогравітаційного життя на Сонці з науковим фантастом Холом Клементом.
Форвард був науковцем, який відвідував заняття письменника Ларрі Нівена з написання наукової фантастики, і пізніше того вечора вони домовилися співпрацювати над романом про жителів нейтронної зорі. Однак Нівен незабаром виявився занадто зайнятий написанням книги Молот Люцифера, над якою він працював разом з Джеррі Пурнеллом. Фервард написав перший нарис сам, але кілька видавців відповіли, що історію повинен переписати Нівен або Пурнелл, які все ще були зайняті. Зрештою, редактор Лестер дель Рей представив коментарі, якими Форвард керувався під час двох переробок роману, і потім дель Рей його купив. Форвард описав роботу як «підручник з фізики нейтронних зір, замаскований під роман».

### Історія публікацій
Англійською Мовою:
| Дата | Видавець                 | Формат              | ISBN       |
| ---- | ------------------------ | ------------------- | ---------- |
| 1980 | Ballantine Books         | У твердій палітурці | 0345286464 |
| 1980 | Ballantine Books         | У м'якій палітурці  | 034528349X |
| 1988 | New English Library Ltd. | У м'якій палітурці  | 0450051978 |
| 1995 | Ballantine Books         | У м'якій палітурці  | 0345316665 |
| 2000 | Дель Рей Букс            | У м'якій палітурці  | 034543529X |

Іншими мовами:
| Мова       | Назва               | Дата       | Видавець                        | ISBN       |
| ---------- | ------------------- | ---------- | ------------------------------- | ---------- |
| Чеська     | Dračí vejce         | 1999       | Polaris                         | 0671721534 |
| Фінська    | Lohikäärmeen muna   | 1987       | Tähtitieteellinen yhdistys Ursa | 951926938X |
| Французька | L'œuf du dragon     | 1980, 1990 | LGF                             | 225304931X |
| Німецька   | Das Drachenei       | 1990       | Verlagsgruppe Luebbe            | 3404241304 |
| Іспанська  | El Huevo del Dragón | 1988       | Ediciones B                     | 8477359334 |

## Літературна значимість і прийняття
Цитати зі сторінок обкладинки:
- «Ця книга для справжнього шанувальника наукової фантастики. Джонові Кемпбеллу вона сподобалась би.» — Френк Герберт
- «Захопливий і логічний опис еволюції інтелекту інопланетної раси.» — Чарлз Шеффілд
- «Боб Форвард пише в традиціях книги Експедиція «Тяжіння» Хола Клемента і робить цей гігантський крок (а як інакше?) вперед». — Айзек Азімов
- «Яйце дракона чудова книга. Я не зміг би написати її; вона вимагала занадто багато справжньої фізики». — Ларрі Нівен

Критик наукової фантастики Джон Клют писав, що роман «породжує почуття подиву, яке є позитивно радісним», підкреслюючи, що це «роман про науку». Кріс Ейлотт описав його як «малу класику наукової фантастики — ту, яка показує, як найкращі, так і найгірші елементи жорсткої наукової фантастики. … Ідеї, безперечно, тримають першість». Опис людей йому здається невиразним, але він цінує здатність Форварда поділитися своїм захопленням чіла і встановити зв'язок між расами, які живуть з абсолютно різними швидкостями.
Ламборн, Шеллі і Шортланд вважають, що наукові дослідження та докладна побудова сюжету роблять Яйце дракона відмінним прикладом жорсткої наукової фантастики. Науковець Сет Шостак описав наукові елементи книги як «химерні, але повністю захопливі».
Джон Пірс також розглядає Яйце дракона як жорстку наукову фантастику в її найкращих проявах, тоді як пізніший роман Форварда Марсіанська веселки (1991) — навпаки в найгірших. Обидва романи мають поверхневий опис людських персонажів, але це не має значення в Яйці дракона, де акцент зроблено на більш глибоких особистостях персонажів чіла. Роман навіть змушує читачів хвилюватися за долю несимпатичного правителя чіла, чия спроба омолодження закінчується катастрофою. Пірс писав, що найкращі твори цього жанру створюють літературний досвід, але незвичайного виду. Замість того, щоб пропонувати метафору дійсності, з якою читач вже обізнаний, вони створюють нові реальності, які затягують читача.
Роберт Ламборн вважає Форварда, особливо в Яйці дракона, спадкоємцем Хола Клемента, чия Експедиція «Тяжіння» є прикладом найбільш строго науково-обґрунтованої наукової фантастики. На думку Ламборна таких авторів жорсткої наукової фантастики, як Кеимент, Форвард та їхні наступники, було відносно небагато, але вони сильно вплинули і на еволюцію цього жанру і на його сприйняття читачами.

## Нагороди та номінації
Роман Яйце дракона виграв премію Локус 1981 року за дебютний роман і посів 14-те місце в категорії науково-фантастичних романів.

## Продовження
1985 року Форвард опублікував сиквел Яйця дракона під назвою Зоретрус. Ламборн, Шеллі та Шортланд вбачають наукове тло Зорутрусу настільки ж строгим, як і Яйця дракона'. У цьому романі зоретрус руйнує цивілізацію чіла, тоді як люди на борту космічного корабля Dragon Slayer мають справу з власними проблемами.